# 戈勒姆 (堪薩斯州)
戈勒姆（英語：Gorham）是一個位於美國堪薩斯州拉塞爾縣的城市。

## 地方資料
根據2020年美國人口普查的數據，戈勒姆的面積為0.62平方千米，當中陸地面積為0.62平方千米，而水域面積為0.00平方千米。當地共有人口376人，而人口密度為每平方千米606.45人。